# Parafia św. Antoniego Padewskiego w Babsku
Parafia pw. św. Antoniego Padewskiego w Babsku – parafia rzymskokatolicka z siedzibą w Babsku, w dekanacie Biała Rawska w diecezji łowickiej.

## Zasięg parafii
Do parafii należą wierni z miejscowości: Babsk, Franopol, Julianów Raducki, Raducz, Studzianek i Wólka Babska.

## Historia
Parafia w Babsku została erygowana ok. 1540 r.
Wtedy to postawiono pierwszą świątynię w Babsku – drewniany kościół pw. św. Stanisława. Budynek ten zawalił się w 1778 r., a w latach 1803–1809 w jej miejscu pobudowano istniejący do dziś kościół pw. św. Antoniego Padewskiego.

## Kościół parafialny
Kościół parafii św. Antoniego Padewskiego w Babsku jest obiektem murowanym, jednonawowym, zbudowanym w latach 1803–1809 w stylu neoklasycystycznym z inicjatywy ówczesnego właściciela Babska – Józefa Okęckiego.
W kościele znajdują się trzy ołtarze oraz nietypowa ambona w kształcie łodzi z orłem na dziobie, a jak również XVIII-wieczny obraz Matki Boskiej z Dzieciątkiem oraz organy, także pochodzące z XVIII wieku.
Zarówno sam kościół, jak i dzwonnica oraz plebania, a także otaczające ten zespół zabudowań murowane ogrodzenie wraz z kapliczkami wpisane są do rejestru zabytków.

## Proboszczowie w Babsku
Lista proboszczów umieszczona na marmurowej tablicy wewnątrz kościoła:

- 1791–1799: ks. Adam Sawiński
- 1799–1812: ks. Piotr Mreczkowski
- 1812–1824: ks. Antoni Petz
- 1824–1829: ks. Ignacy Sobociński
- 1829–1865: ks. Hipolit Kosieradzki
- 1865–1882: ks. Stefan Dąbrowski
- 1882–1888: ks. Józef Czerniewski
- 1890–1892: ks. Eustachy Sobczak
- 1892–1899: ks. Jan Grudziński
- 1899–1903: ks. Julian Tyszka
- 1903–1905: ks. Antoni Zieliński
- 1905–1906: ks. Roman Adamski
- 1906–1909: ks. Jan Czerechowski
- 1909–1946: ks. Romuald Obuchowicz
- 1946–1950: ks. Józef Kropiwnicki
- 1950–1958: ks. Bolesław Tomaszewski
- 1959–1962: ks. Antoni Karasiński
- 1962–1967: ks. Tadeusz Jeziorek
- 1967–1972: ks. Bronisław Płaszczyński
- 1972–1985: ks. Józef Kisły
- 1985–1994: ks. Wiesław Romaniszyn
- 1994–2020: ks. Andrzej Kamiński
- 2020–2023: ks. Paweł Pietrzak
- od 2023: ks. Waldemar Marczak